# Musée Albert-André
Le musée Albert-André, consacré aux arts et surtout à la peinture, est l'un des deux musées municipaux de Bagnols-sur-Cèze dans le Gard. Il occupe le second étage de l'hôtel de ville. 
Le musée Albert-André est labellisé musée de France.
Le musée Albert-André ainsi que le musée Léon-Alègre sont placés sous la responsabilité de la Conservation départementale des musées du Gard, direction du conseil général du Gard, qui gère également le musée d'art sacré du Gard et le musée Paul-Raymond à Pont-Saint-Esprit, ainsi que le musée Pierre-de-Luxembourg de Villeneuve-lès-Avignon.
Le musée abrite une importante collection de tableaux, dessins et sculptures impressionnistes, postimpressionnistes et figuratifs des XIXe et XXe siècles. On y découvre entre autres des œuvres de : Albert André, Pierre Bonnard, Camille Claudel, Henri-Edmond Cross, Maurice Denis, André Dunoyer de Segonzac, Gauguin, Johan Barthold Jongkind, Maximilien Luce, Aristide Maillol, Albert Marquet, Matisse, Claude Monet, Berthe Morisot, Picasso, Joseph Pressmane, Renoir, Rodin, Paul Signac, Suzanne Valadon, Félix Vallotton ou Kees van Dongen.

## Historique
Le premier musée de Bagnols-sur-Cèze est ouvert dès 1859 par Léon Alègre pour instruire et moraliser ses concitoyens. C'est le premier musée cantonal de France. Il est doublé d'une bibliothèque communale. Le musée a pour objectif de présenter la diversité des produits de l'activité humaine. Le musée est installé dans le bâtiment actuel depuis 1868.
En 1917, le peintre Albert André devient conservateur du musée et favorise l'accrochage d'œuvres contemporaines grâce à son amitié avec de nombreux artistes et collectionneurs, notamment Renoir avec lequel il est fortement lié ou encore le critique d'art George Besson. Dès 1921, Albert André crée ainsi le premier musée d'art contemporain de province peu avant celui de Grenoble.

### Un incendie «providentiel»
En 1924, les pompiers de Bagnols-sur-Cèze célèbrent leur patronne, Sainte-Barbe, dans les locaux de la mairie. Ils mettent accidentellement le feu au bâtiment, et une partie des œuvres rassemblées par Léon Alègre est détruite. Pour reconstituer la collection, Albert André mobilise ses amis peintres, galeristes et critiques d'art, qui vont permettre par leurs dons de constituer une remarquable collection d'œuvres post-impressionnistes signées notamment par Pierre Bonnard, Maurice Denis, Albert Marquet, Claude Monet, Jean Puy, René Thomsen ou Paul Signac.

### Un musée de la peinture figurative
Albert André donna une physionomie particulière au musée en privilégiant la peinture figurative. Son action fut poursuivie par sa fille adoptive Jacqueline Bret-André qui épouse George Besson en 1971 peu avant sa mort. La donation Besson vient alors renforcer la présentation en apportant au musée des chefs-d'œuvre de la peinture française, par exemple Le 14 juillet au Havre d'Albert Marquet, Le Bateau-Lavoir de Robert Lotiron ou le Portrait d'Adèle Besson par Kees van Dongen.
Depuis 1990, le musée porte désormais le nom d'Albert André en hommage à son action décisive.

### Œuvres disparues

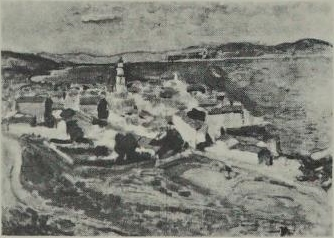
vue de Saint Tropez par Henri Matisse, tableau volé

Le musée Albert-André a été victime de deux cambriolages importants. Le 12 novembre 1972, il perd quinze œuvres : deux Renoir, deux Dufy, deux Bonnard, un Boudin, un Cézanne, un Luce, un Marquet, un Matisse, un Monet, un Morisot, un Pissaro et un Vuillard. Le 13 mars 1981, en plein jour, une toile de Renoir disparaît à nouveau.

## Sélection d'œuvres
Toutes les œuvres sont visibles sur le site de la RMN.
Pierre Bonnard
- Bouquet de fleurs des champs, huile sur toile, 1925.

Camille Claudel
- L'Implorante, bronze.

Henri-Edmond Cross
- Canal à Venise, aquarelle.
- Cavalaire, aquarelle.

Maurice Denis
- La Famille de l'artiste au Pouldu, huile sur toile, 1899

Johan Barthold Jongkind
- Honfleur, aquarelle, 1863

Albert Marquet
- Le 14 juillet au Havre, huile sur toile, 1906
- La Frette vue d'Herblay, huile sur toile, 1919
- La Goulette, aquarelle, 1926
- Fontarabie, aquarelle, 1926
- Hendaye, aquarelle, 1926
- La Grande Yvonne au divan, encre de Chine,

Henri Matisse
- La Fenêtre ouverte, huile sur toile, 1919
- Portrait de Balthazar Castiglione, copie d'après Raphaël, huile sur toile, entre 1895 et 1900
- Portrait de George Besson à lunettes, huile sur toile, 1917

André Minaux
- Le porteur de bouteilles, huile sur toile, 1959

Claude Monet
- Caricature, crayon noir, 1858

Auguste Rodin
- La Danaïde, original en plâtre
- Buste de Jules Dalou, original en plâtre

Michel Rodde
- Le Sautadet, huile sur toile, 1960

Suzanne Valadon
- Bouquet de fleurs, huile sur toile, 1928

Kees van Dongen
- Portrait d'Adèle Besson, huile sur toile, 1908

### Galerie

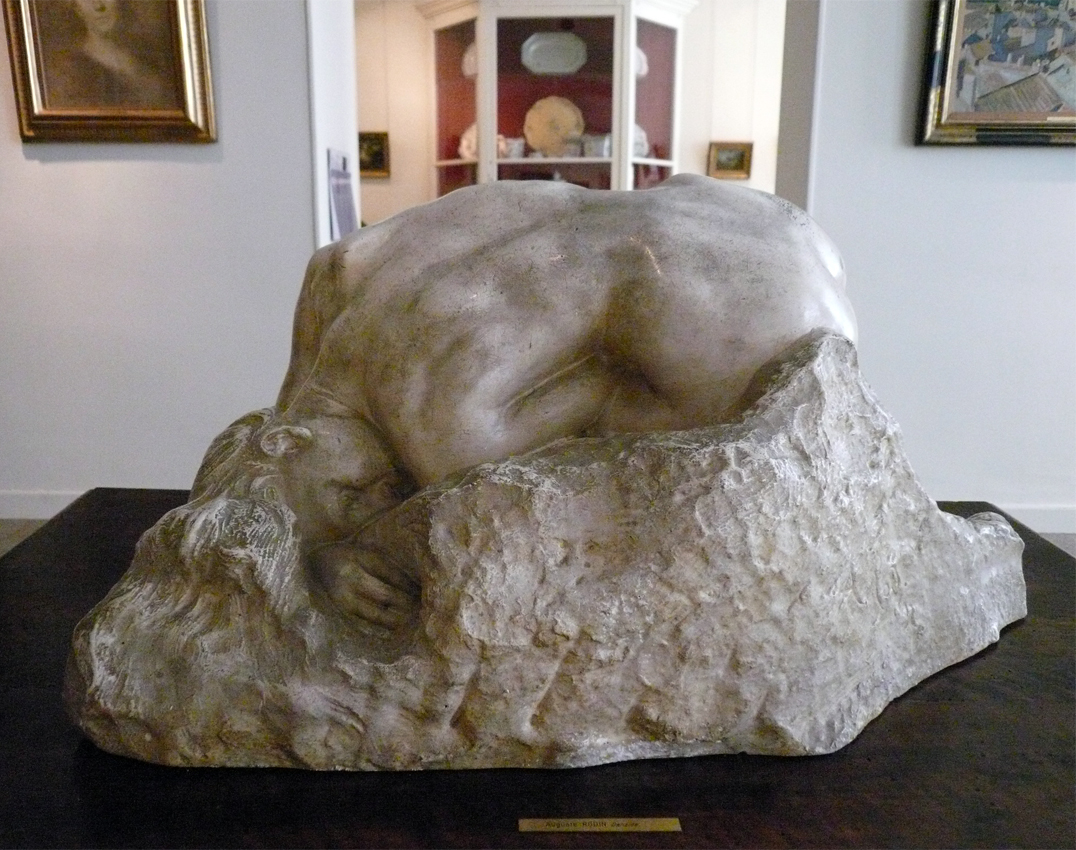
Auguste Rodin, La Danaïde, plâtre
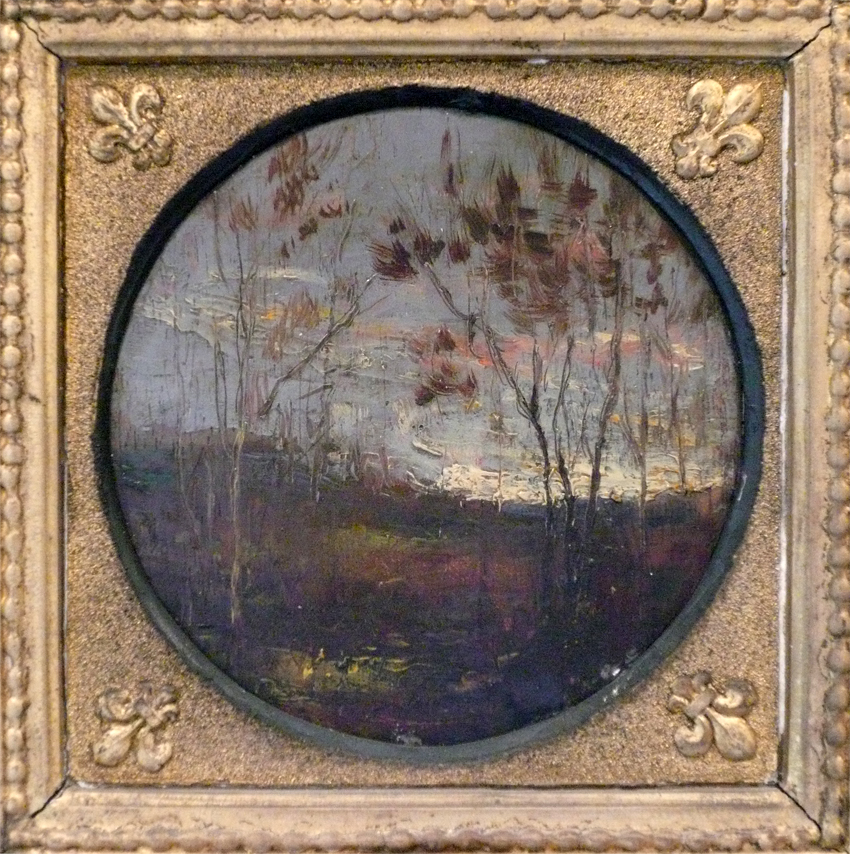
François-Auguste Ravier, Le Nuage rose, huile sur toile, non daté
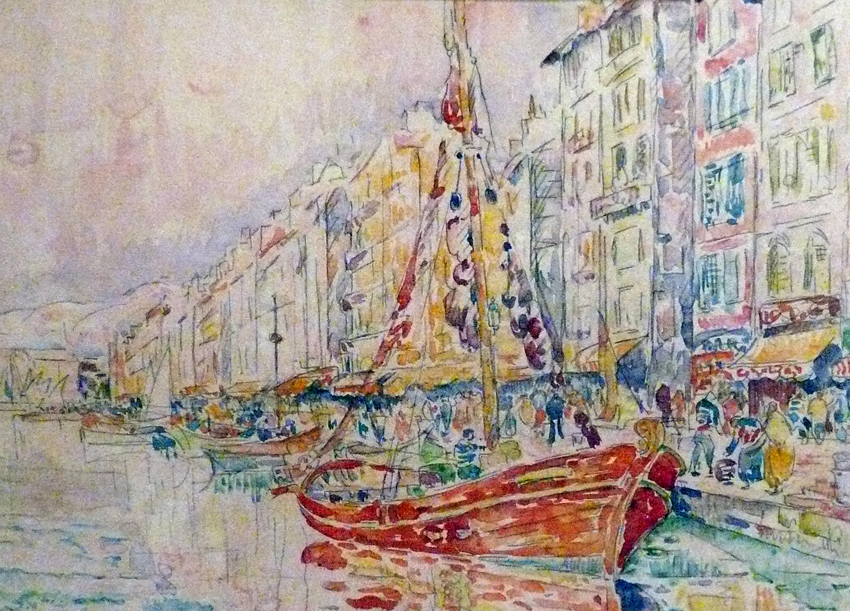
Paul Signac, Le Vieux Port de Marseille, 1931, crayon et aquarelle
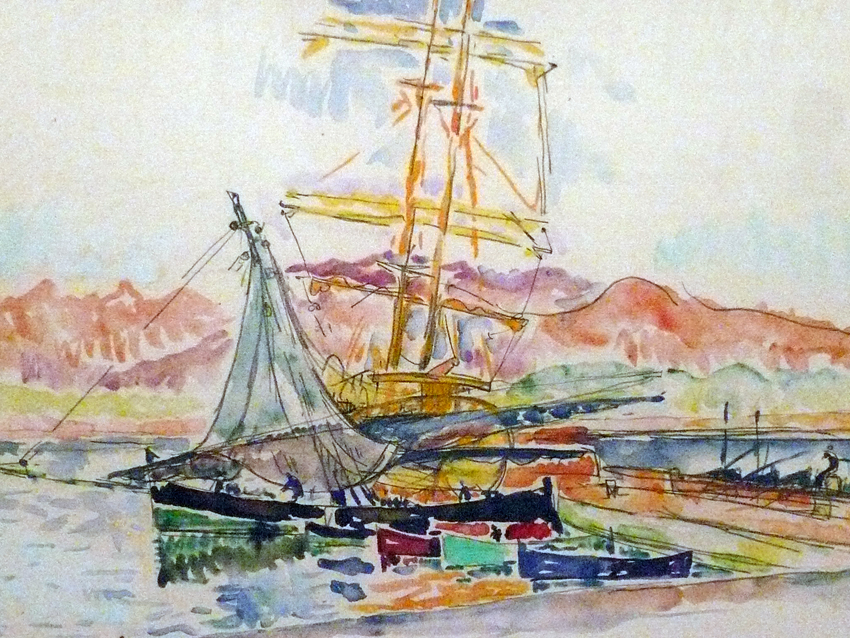
Paul Signac, Paysage corse (Ajaccio), 1935, crayon et aquarelle
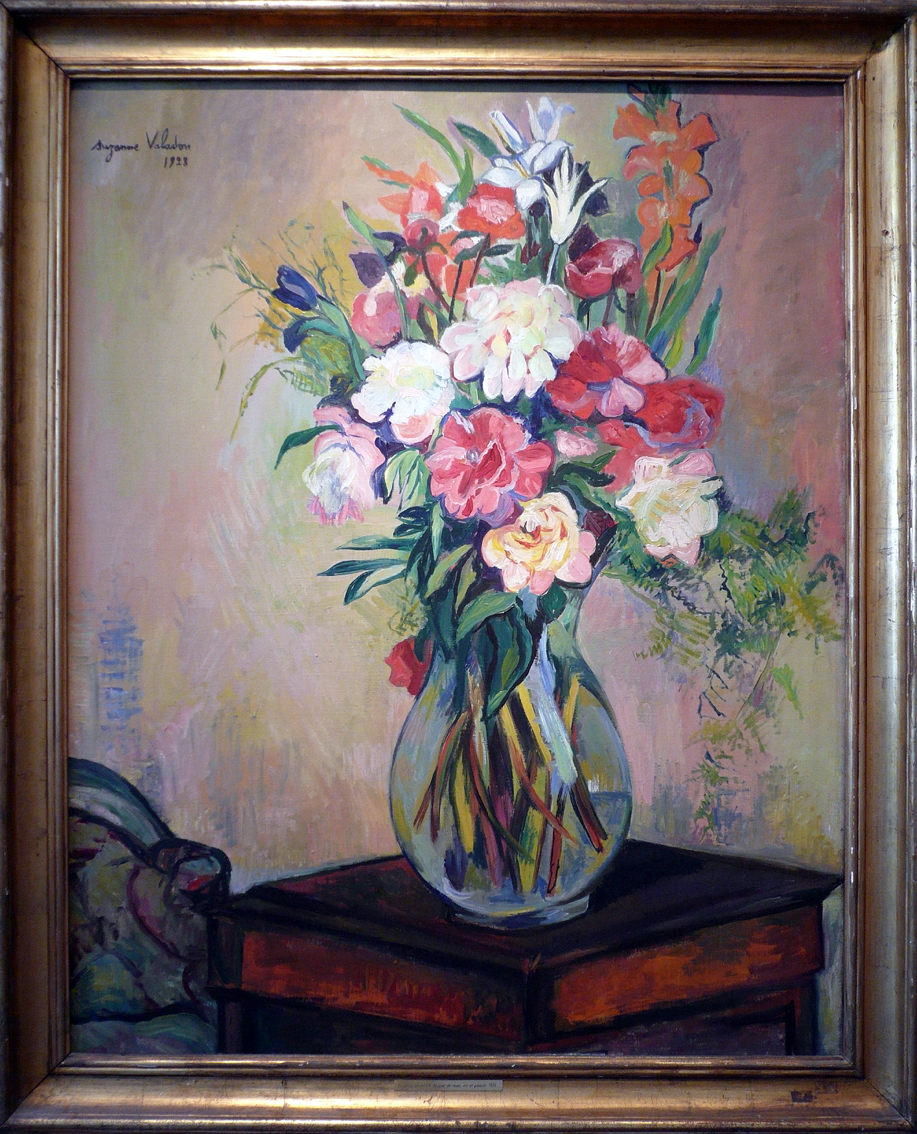
Suzanne Valadon, Bouquet de fleurs, 1928, huile sur toile
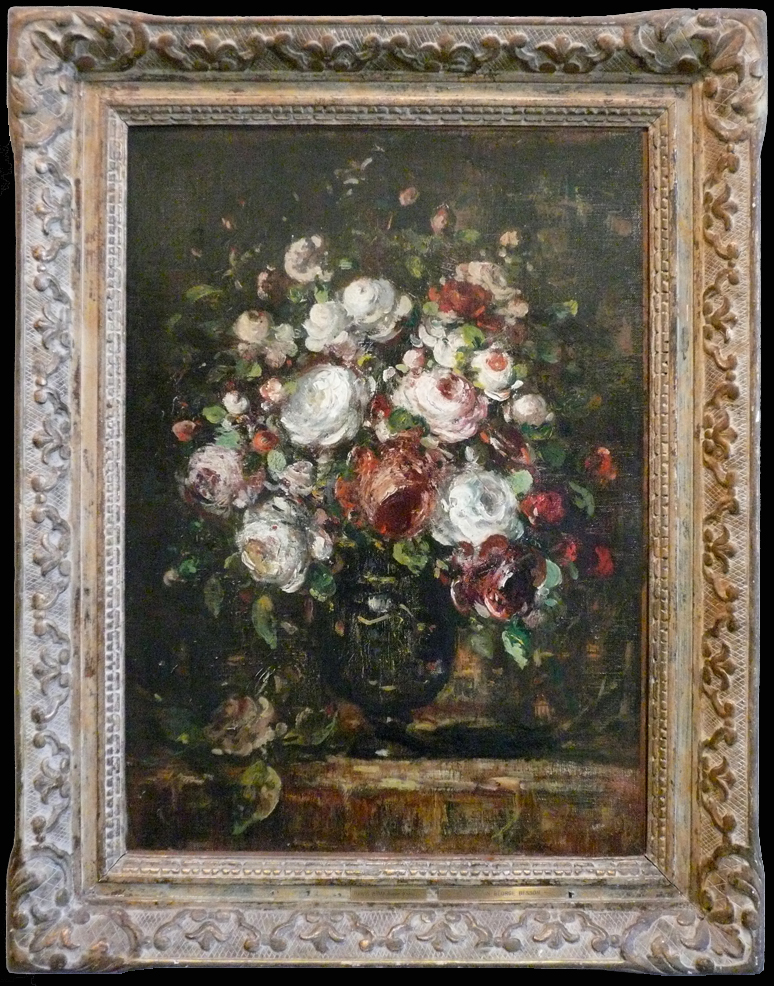
François Vernay, Bouquet, 1870, huile sur toile

## Activités du musée
Le musée organise chaque année des expositions temporaires afin d'offrir au regard des visiteurs une sélection d'œuvres conservées en réserve.
Le musée propose chaque année au mois de juin des "Journées des copistes" durant lesquelles peintres amateurs ou confirmés se confrontent pendant trois jours à l'art des grands artistes.
Enfin plusieurs animations sont également proposées aux groupes scolaires.